# Sarai Mulk Khanum

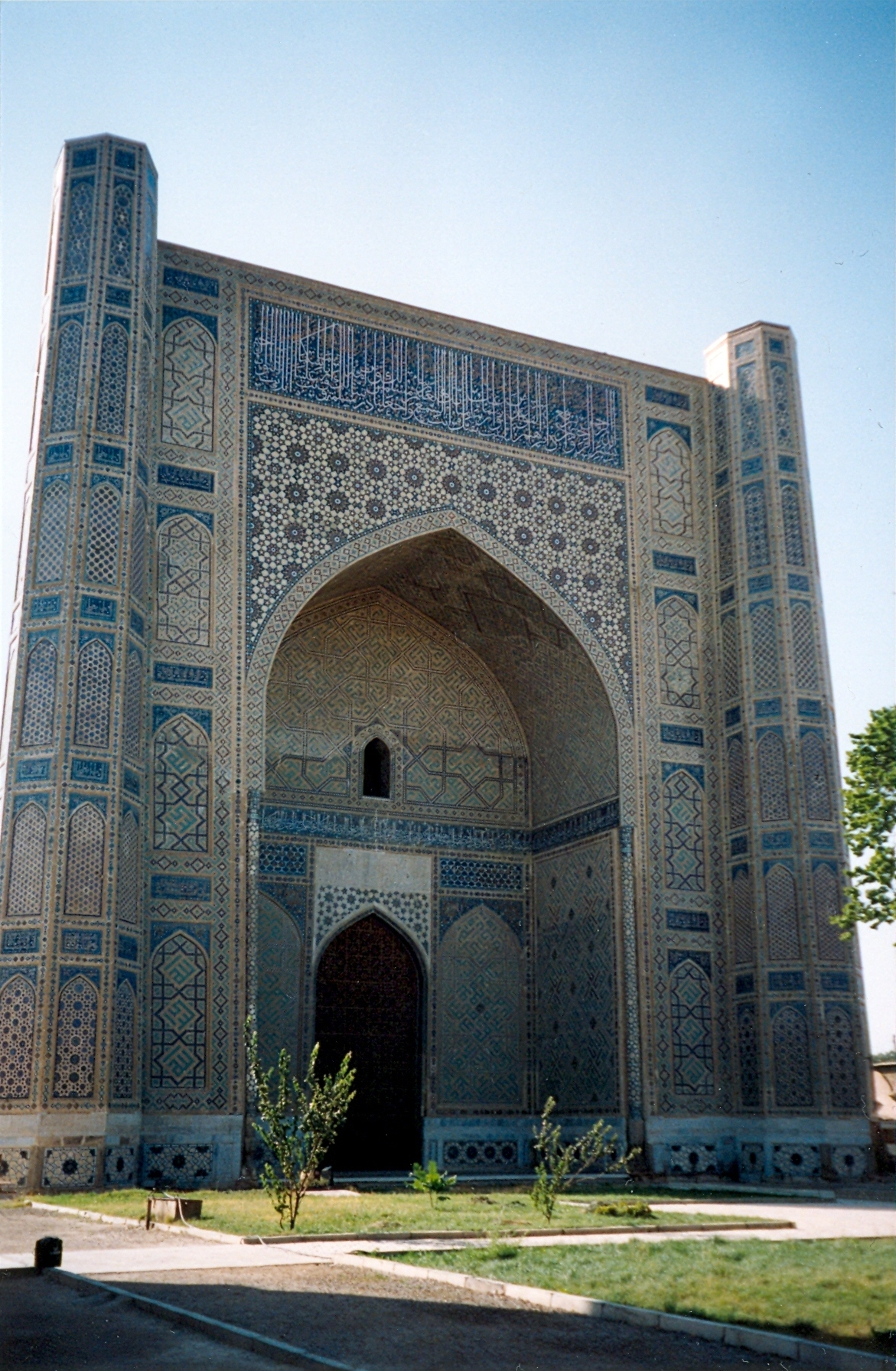
Vista del portal de la mesquita Bibi Khanum a Samarcanda

Sarai Mulk Khanum fou una princesa mongola, filla del kan de Txagatai Qazan ("calder" en turc), que es va convertir en l'esposa de Tamerlà. Se la coneix també per Bibi Khanum ("reina gran"), perquè fou la primera esposa de ascendència genguiskànida (la segona de aquesta ascendència fou la "reina petita"). Sarai Mulk Khanum seria neboda de Musa Taychi'ut (a vegades es diu que era germana).

## Esposa de Husayn i Tamerlà
Tamerlà havia entrat de jove al servei de l'emir Qazaghan, amir al servei de Qazan al que va enderrocar i va esdevenir senyor efectiu de Transoxiana i s'havia casat amb la seva neta Aljai, que va morir abans de 1370. El seu cunyat i aliat Amir Husayn, el germà d'Aljai, s'havia casat amb Sarai Mulk Khanum, la filla del kan.
Després de la mort el 1370 d'Amir Husayn, Tamerlà es va casar amb la seva vídua, adquirint així l'anhelat títol de "güregen" o gendre imperial.
Sembla que no van tenir fills i van viure en bona harmonia. Bibi Khanoum va criar, segons el costum dels timúrides, el seu net Ulugh Beg, el futur príncep astrònom de Samarcanda nascut el 1394, fins a la mort de Tamerlà el 1405. Yazdi considera que Xah Rukh era fill de l'emperadriu Sarai Mulk Khanum a la qual esmenta com Mehraban (benefactora) però segons Khwandemir, que va tenir accés a dades genealògiques del temps de Xah Rukh, la mare d'aquest fou Taghay Tarkhan Agha de la tribu dels Qara Khitai, una concubina tadjik i en tot cas fou Xah Rukh el que fou criat per Sarai Mulk Khanum.
En les campanyes de Tamerlà, les reines, i entre elles Sarai Mulk, acompanyaven o visitaven sovint a l'emperador, si bé gairebé sempre eren enviades a Samarcanda o Sultaniya quan s'acostava el conflicte armat. Si tornava a Samarcanda després de la campanya, les reines el rebien a la capital, i si s'organitzava un banquet alguna reina era l'encarregada de preparar-lo. El 1403 Tamerlà va iniciar el seu darrer retorn i va cridar a les emperadrius Sarai Mulk Khanum, Tuman Agha, Txelpan Mulk Agha i la princesa Khan Zade, per anar a trobar-lo a Awnik (des de Sultaniya on estaven). Sarai Mulk també va ajudar a Abu Bakr ibn Miran Xah intercedint perquè tamerlà permetés a Miran Xah (que residia a Sultaniya) anar a residir amb els seus fills Abu Bakr i Muhmmad Umar ibn Miran Xah; Tamerlà va concedir el permís però no consta que Miran Xah deixés Sultaniya. Quan Tamerlà va anar a Firuzkuh i va acampar a la plana propera (30 de maig de 1404) va enviar a les emperadrius Sarai Mulk Khanum i Tuman Agha amb els joves prínceps Ulugh Beg, Ibrahim Sultan, Adigel i Sad Vaccas cap a Sultaniya. Després els va demanar d'anar a Samarcanda immediatament i ho van deixar tot per córrer al costat de l'emperador. Sarai Mulk Khanum es va dirigir a Baghi Txenar i Tuman Khanum a Baghi Behikhe, llocs on va anar Tamerlà, que es va posar malalt i la reina Sarai Mulk va estar al seu costat; quan es va curar va anar a residir a Baghi Shemal uns dies i allí van donar un banquet als prínceps i senyors de la cort, pel naixement d'un fill de la princesa Beghisi Sultan; després va anar a Baghi Bulende i finalment va entrar a la pròpia Samarcanda allotjant-se al palau de Muhammad Sultan.

## Monuments
Bibi Khanum també va donar el seu nom a dos monuments o conjunts de monuments de Samarcanda: la mesquita del divendres de Tamerlà (masjid-i jami) coneguda com a Bibi Khanum i el conjunt mausoleu i madrasa es van dir de Sarai Mulk Khanum (aquesta distinció dels noms de la mateixa persona és una altra pràctica freqüent).
La mesquita va ser erigida a partir de 1398 per Tamerlà en tornar de la seva campanya índia, on havia saquejat Delhi. Allà havia vist la mesquita Tughluq del segle xii i es va inspirar en ella per erigir la seva gran mesquita de Samarcanda. Només uns quants elements i les columnes són de marbre i la resta en pedra, cosa que va suposar una gran innovació en aquella època, ja que la majoria d'edificis de l'Àsia Central eren de maó, fang o peces cuites. La mesquita es va completar el 1405, tot i que va patir ràpidament danys a causa de la mala distribució de les càrregues i dels terratrèmols freqüents a la regió.
Moltes llegendes corren al voltant de l'arquitecte de la mesquita i de Bibi Khanoum. Es diu que l'arquitecte estava enamorat de la primera esposa (en rang) de Tamerlà, però els seus avanços li foren rebutjats. Per tant, per aconseguir un petó, va retardar deliberadament la feina. En fer-ho, finalment ella va acceptar però va posa la mà o un vel entre ells (seria des de llavors que les dones porten el vel a Samarcanda). Tamerlà el va anar a trobar i va condemnar l'arquitecte. En realitat, sembla que Tamerlà va condemnar l'arquitecte per la mala feina (segons el seu gust).
L'altre monument és tot el mausoleu i la "madrasa" de la qual només queda el mausoleu. És a l'interior on es troba la tomba de Bibi Khanoum. Data del 1397.